# 旧金山军火库

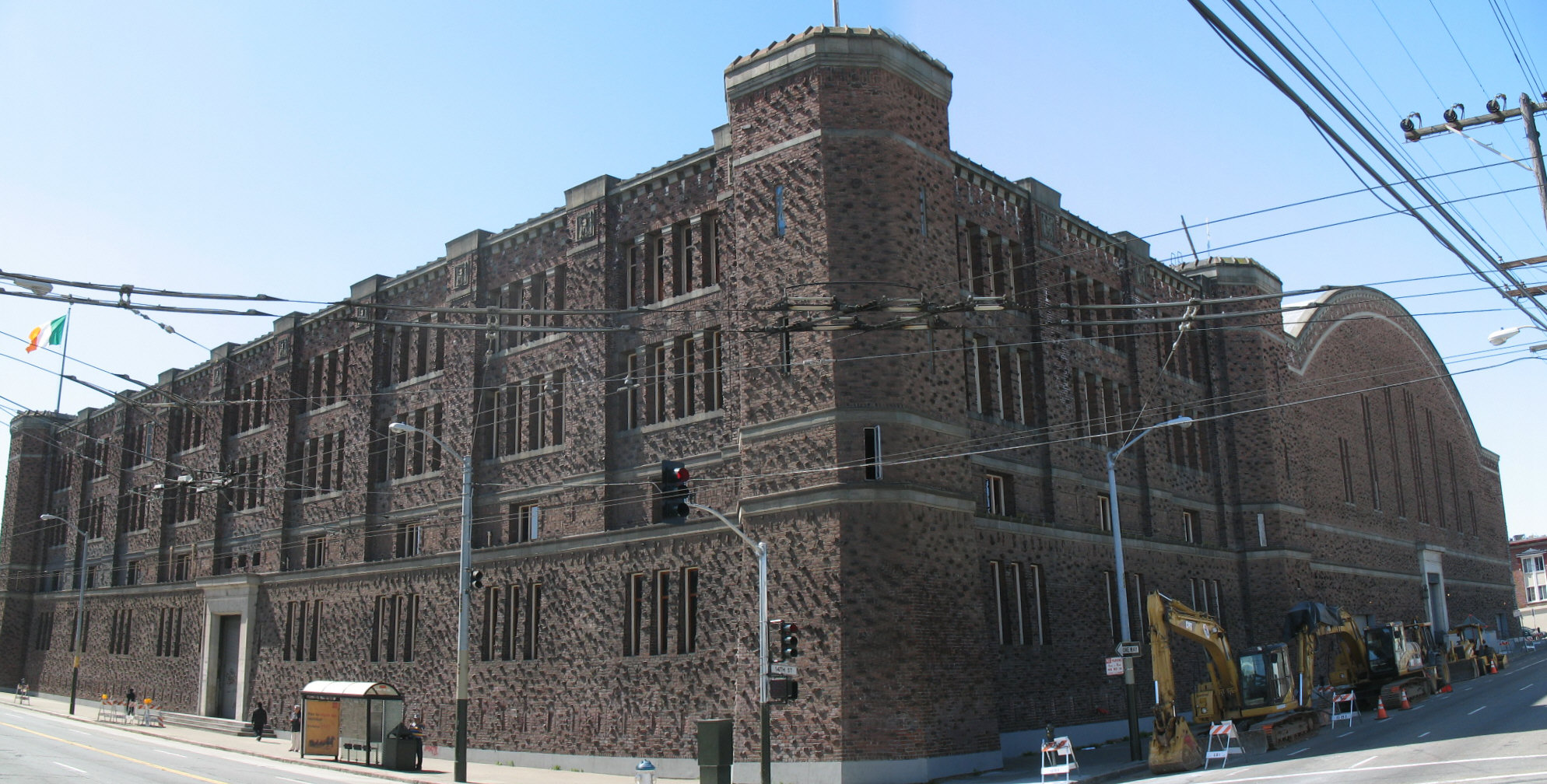
旧金山军火库

旧金山军火库（San Francisco Armory，又称旧金山国民警卫队军火库，当地人简称军火库）是一幢位于美国加利福尼亚州旧金山米慎区（Mission District）的历史建筑，曾用作美国国民警卫队的军火库，现为色情制片商Kink.com的制片厂。参观者可以通过网站预约，但必须年满18岁，且要支付门票。

## 建筑
旧金山军火库位于旧金山第十四街（14th Street）和米慎街（Mission Street）的交汇处，门牌号是米慎街1800号。始建于1912年，完工于1914年，是一座摩尔复兴风格的城堡建筑，最初用作美国国民警卫队的军火库及兵工厂，以替代原位于西增区（Western Addition）、毁于1906年旧金山大地震的旧军火库。
整栋建筑有两部分，一部分是84700平方英尺，约合7869平方米的办公区，另一部分是39000平方英尺，约合3623平方米的院落。外形为摩尔风格城堡，外墙材质为煤渣砖块，四个角上设有瞭望塔，窗户为细长的矩形，给人以戒备森严的感觉。建筑室内面积约为17679平方米，共160个房间。

## 历史
建筑竣工后即交付国民警卫队，曾用作镇压1934年西海岸大罢工的据点。20世纪20年代至40年代，军火库的一部分改为拳击场，几场著名的拳击对决就发生在这里。1976年，国民警卫队搬迁至方斯頓堡，建筑物结束了作为军火库的使命。

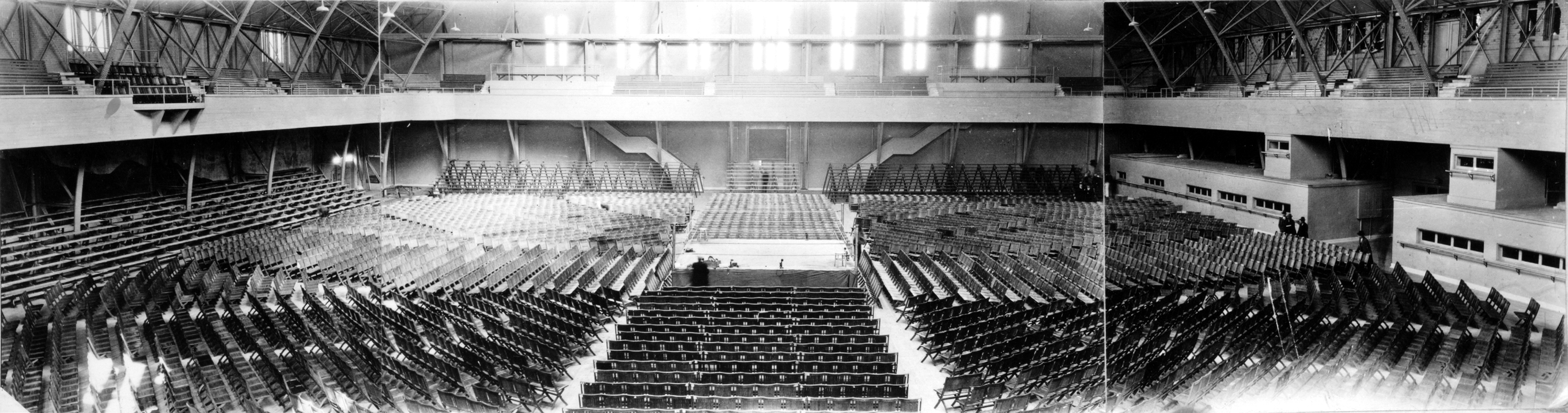
用作拳击场的军火库

随后，军火库荒废近30年。1978年，军火库载入美国國家史蹟名錄。90年代，电影《星球大战》一部分场景曾在军火库拍摄，旧金山歌剧团也曾使用军火库用于搭建布景。1996年至2006年间，军火库又陆续被用作仓库、康复中心、体育馆、办公室、奢侈品商店甚至是廉租房。由于年久失修，军火库损坏严重。

## 制片厂
2006年，军火库被网络色情制片商Kink.com購畇，用作制作性虐恋主题的色情影片。2007年开始，Kink.com开始使用军火库作为摄影棚和制片厂，同时Kink.com承担了一部分修缮工作。但是，因为Kink.com同前任业主之间签订了保密协议，这笔交易到2007年1月才公之于众，随即在旧金山当地社区引发了争议。一部分人认为，允许Kink.com商业开发军火库有利于其保护和修缮，同时也符合旧金山包容同性恋、虐恋爱好者等性少数族群的传统，但另一部分人认为色情电影制片廠不应该放在居民区中间，且距离学校不远，还有一些人反对这笔交易因为原计划是将军火库改建为廉租房。
一个民间组织迅速成立，反对Kink.com对军火库的使用，2007年1月该组织在军火库门前发动了游行示威。旧金山市长也表达了对Kink.com使用军火库的关注，同时旧金山城市规划委员会召开了听证会审查Kink.com对军火库的使用，支持者和反对者都出席了听证会，最终裁定Kink.com的使用是合法的。
Kink.com在军火库的四个瞭望塔上悬挂了彩虹旗、皮革自豪之旗旗表明自己的主张，Kink.com所制作的影片开头都会出现军火库的夜间全景作为标志。